# I piaceri nel mondo
I piaceri nel mondo è un film del 1963, diretto da Vinicio Marinucci.